# Katharine Saunders

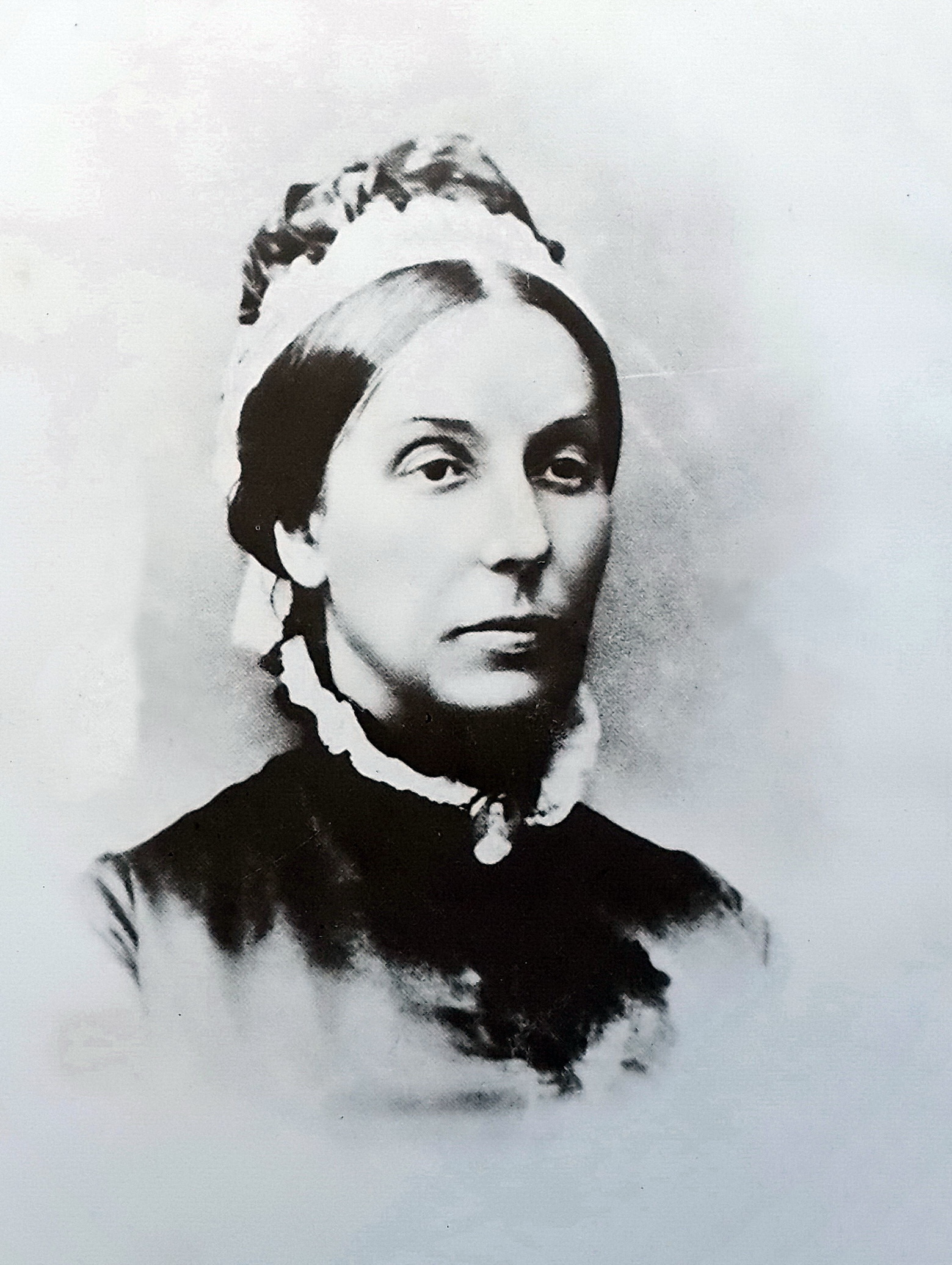
Katharine Saunders

Katharine Wheelwright (* 28. Juli 1821 in Northamptonshire, England; † 23. Juni 1901 in Tongaat, Kolonie Natal) war eine britisch-südafrikanische Illustratorin.

## Leben und Werk

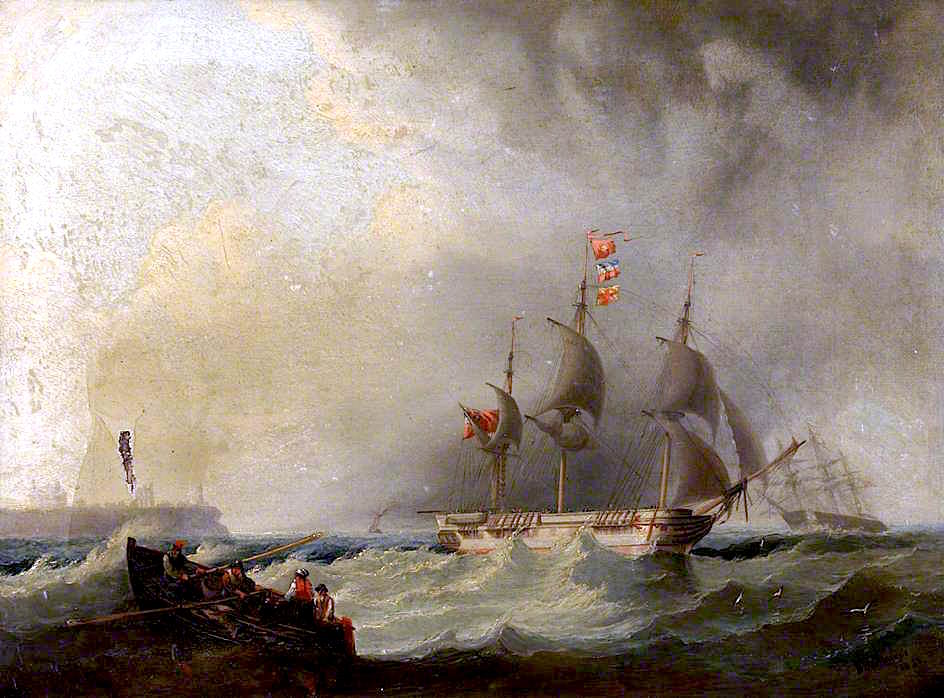
Das Schiff, auf dem die Familie Saunders nach Südafrika segelte. Gemälde von William Garthwaite: The East Indiaman 'Hotspur' leaving the Tyne on her Maiden Voyage

Saunders war das sechste von sieben Kindern von Charles Apthorp Wheelwright und seiner Frau Anna Hubbart. Sie wuchs in Northamptonshire auf und zeigte eine frühe Begabung für Malerei und Musik und war stark in die Gemeindeaktivitäten ihres Vaters eingebunden.
Im Alter von neunzehn Jahren reiste sie nach Kontinentaleuropa, um Sprachen und Zeichnen zu studieren. Obwohl sie dabei von ihrem älteren Bruder, einem Naturforscher, Reisenden und Schriftsteller, unterstützt wurde, war dieser Weg in den frühen 1840er Jahren für eine junge Frau unkonventionell. Ihre ältere Schwester Anna lebte in Düsseldorf, wohin sie verbannt worden war, nachdem sie sich hatte verführen lassen.  Ihre Schwester ernährte sich und ihr Kind durch das Malen von dekorativen Bildern, insbesondere Blumen. Saunders lebte sieben Jahre in Kontinentaleuropa, lernte Zeichnen und sprach fließend Französisch, Deutsch und Flämisch.
1850 lernte sie bei einem Besuch in Düsseldorf James Renault Saunders kennen, der auf Mauritius geboren war. Sie heirateten 1851 in der britischen Botschaft in Brüssel und 1954 nahm ihr Ehemann, der in England keine zufriedenstellende Anstellung fand, eine Stelle als Geschäftsführer und Partner bei der Natal Company an. Die Firmengründer, ein Syndikat von Geschäftsleuten aus London und Kapstadt, hatten Land in der Kolonie Natal erworben, einer Region, über die Großbritannien erst elf Jahre zuvor die Souveränität erlangt hatte. Saunders segelte mit ihrem Mann und ihrer Tochter von Portsmouth in der East Indiaman Hotspur und kam nach 54 Tagen im September 1854 in Kapstadt an. Drei Wochen später fuhren sie mit dem Küstenpostdampfer weiter nach Durban und beendeten ihre Reise bei den Zuckerplantagen von Chiappini Tongaat.

## Pflanzensammlerin und Pflanzenmalerin in Tongaat
Innerhalb eines Jahres nach ihrer Ankunft auf dem Anwesen in Tongaat begann Saunders Blumen zu malen und ihren eigenen Garten zu pflegen. Ihr Interesse an einheimischen südafrikanischen Pflanzen wurde von Mark Johnston McKen geweckt, der 1853 von dem Kapstädter Kaufmann und Partner der Natal Company, Edward Lorenzo Chiappini, engagiert worden war, um eine Zuckerrohrplantage zu gründen. Als Pionier in der Zuckerindustrie der Kolonie Natal hatte McKen eine gärtnerische Ausbildung in Großbritannien erhalten, bevor er nach Westindien ging, wo er Erfahrung in der Zuckerproduktion sammelte. 1851 war er zum Kurator des kurz zuvor gegründeten, aber schlecht finanzierten botanischen Gartens von Durban ernannt worden. Zwei Jahre später nahm er eine Stelle auf Chiappinis Landgut Tongaat an, wo er bis 1860 blieb, als er seine Kuratorentätigkeit für den Botanischen Garten wieder aufnahm. Als einer der frühen Botaniker Natals und vielleicht der effektivste unter den frühen botanischen Sammlern der Region hat McKen als Kurator ein wichtiges Programm zum Pflanzenaustausch mit Gärtnern und Botanikern in Großbritannien und anderen Ländern ins Leben gerufen.
Während der fünf Jahre, in denen Saunders ihn in Tongaat kannte, gab er ihr wertvolle Hilfe und Anleitungen bei der Entwicklung ihrer botanischen Interessen. McKen befestigte eine Vielzahl von Natal-Orchideen an Bäumen in ihrem Garten und weckte ihr lebenslanges Interesse an Orchideen. Das Ziel von Saunders war es, so viele einheimische Blumen wie möglich zu malen und alle unbekannten Arten, die sie fand, zu identifizieren und zu dokumentieren. Im Laufe der Jahre wurde ihr Zuhause zu einem Treffpunkt für lokale Pflanzensammler. Die botanische Illustratorin Marianne North hielt sich im Mai 1883 dort auf, als sie Natal besuchte.

## Korrespondenz mit Botanikern und Zusendung von Pflanzenexemplaren
In den Jahren 1881 und 1882 besuchte Saunders England und Kontinentaleuropa und nahm eine große Sammlung von Pflanzen mit, die sie und andere gesammelt hatten. Ebenso nahm sie mehr als 70 Skizzen mit, hauptsächlich von Orchideen. Sie wurde eine der wichtigsten Sammlerinnen und Korrespondentinnen in Südafrika des britischen Botanikers Joseph Dalton Hooker, dem Direktor des Royal Botanic Gardens (Kew). Sie traf auch William Turner Thiselton-Dyer und korrespondierte auch mit William Henry Harvey in Dublin und später mit Harry Bolus in Kapstadt.

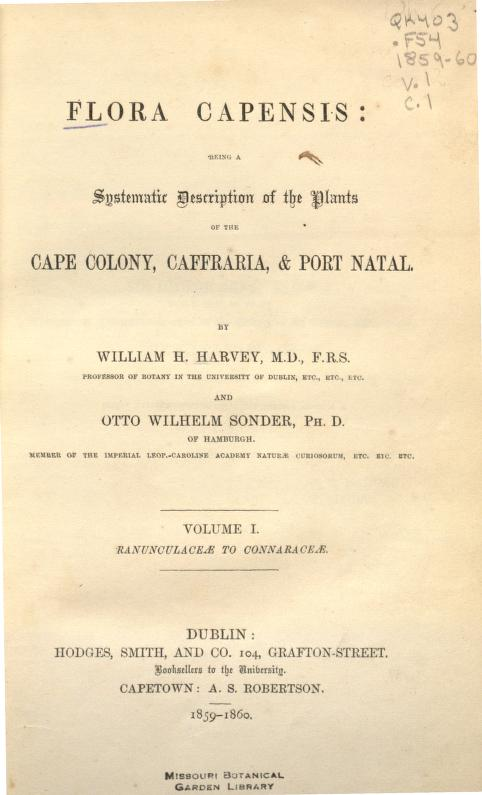
Titelseite der Flora Capensis, Band I, von William Henry Harvey und Otto Wilhelm Sonder

Sie reiste 1887 nach Swasiland und in das östliche Transvaal, 1889 nach Heidelberg, weilte 1890 erneut in England und besuchte 1892 und 1897 ihre Tochter in Johannesburg. Während ihrer Reisen malte sie weiterhin Wildblumen. Pflanzen wurden ihr oft von anderen Bewohnern Natals geschickt, insbesondere von ihrem Sohn Charles, und sie schickte bis zu ihrem Todesjahr Exemplare nach Kew Gardens. In das Buch Flora Capensis wurden insgesamt 119 Arten aufgenommen, die sie nach Kew schickte. 1889 übergab sie einige ihrer Bilder der Natal Society, die diese im Museum in Pietermaritzburg ausstellten.
Saunders war daran interessiert, Pflanzen nach sich und ihrem Sohn zu benennen. Infolgedessen wurde ihr mit den Namen von etwa zwölf Pflanzenarten gedacht, darunter Habenaria saundersiae, Drimiopsis saundersiae, Sisyranthus saundersiae und Haemanthus katharinae, während drei nach ihrem ältesten Sohn Charles Saunders und eine nach seiner Frau Maud benannt wurden.
Insgesamt sind etwa 700 ihrer Blumenbilder erhalten. Ihre gepressten Exemplare befinden sich in Kew und im Herbarium des Trinity College Dublin. Nach dem Tod ihres Mannes schloss Saunders sich der Anti-Vivisektionisten-Bewegung an und entwickelte ein Interesse an Genealogie und Spiritualismus.

## Blumenbilder von Katharine Saunders

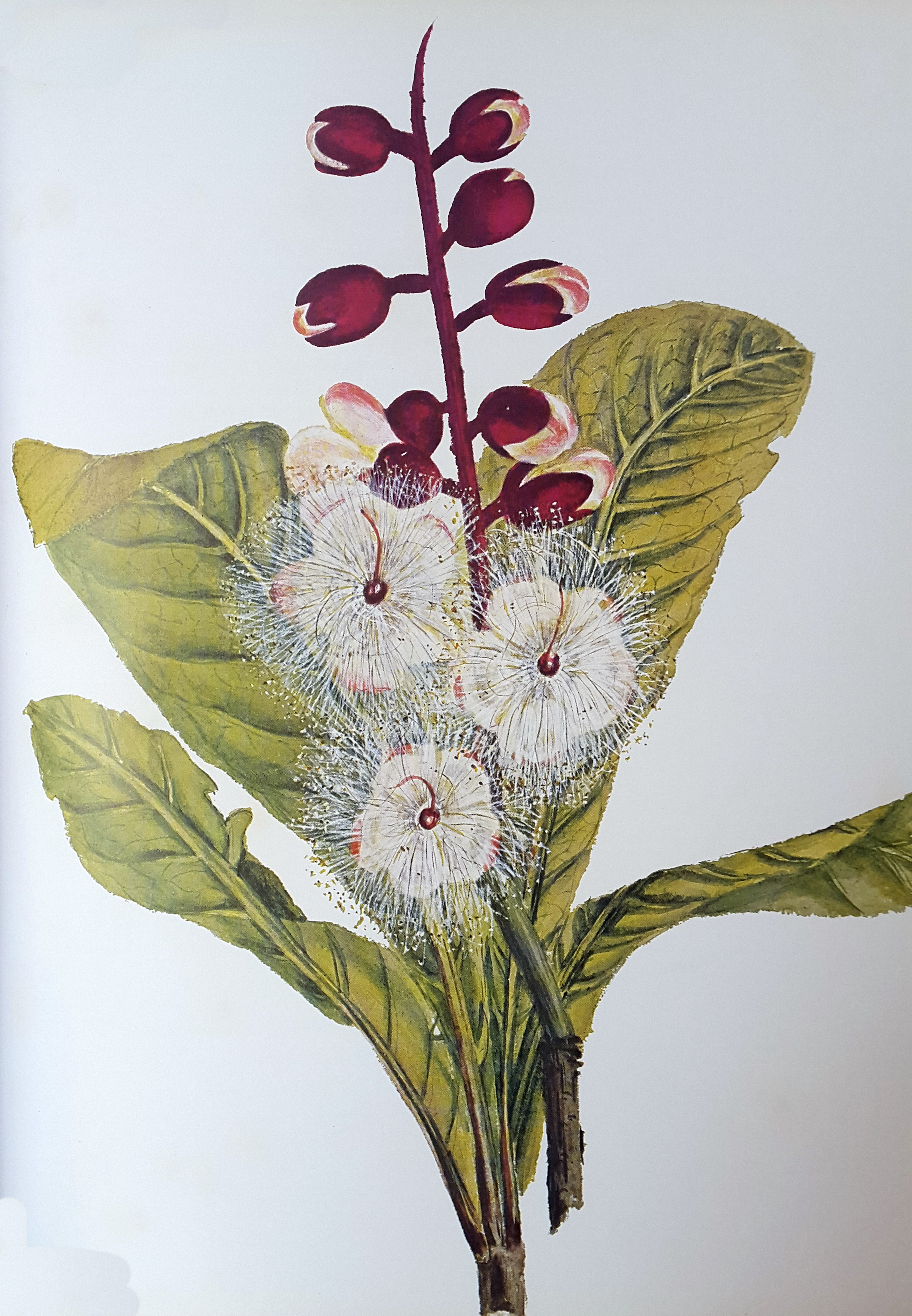
Barringtonia racemosa
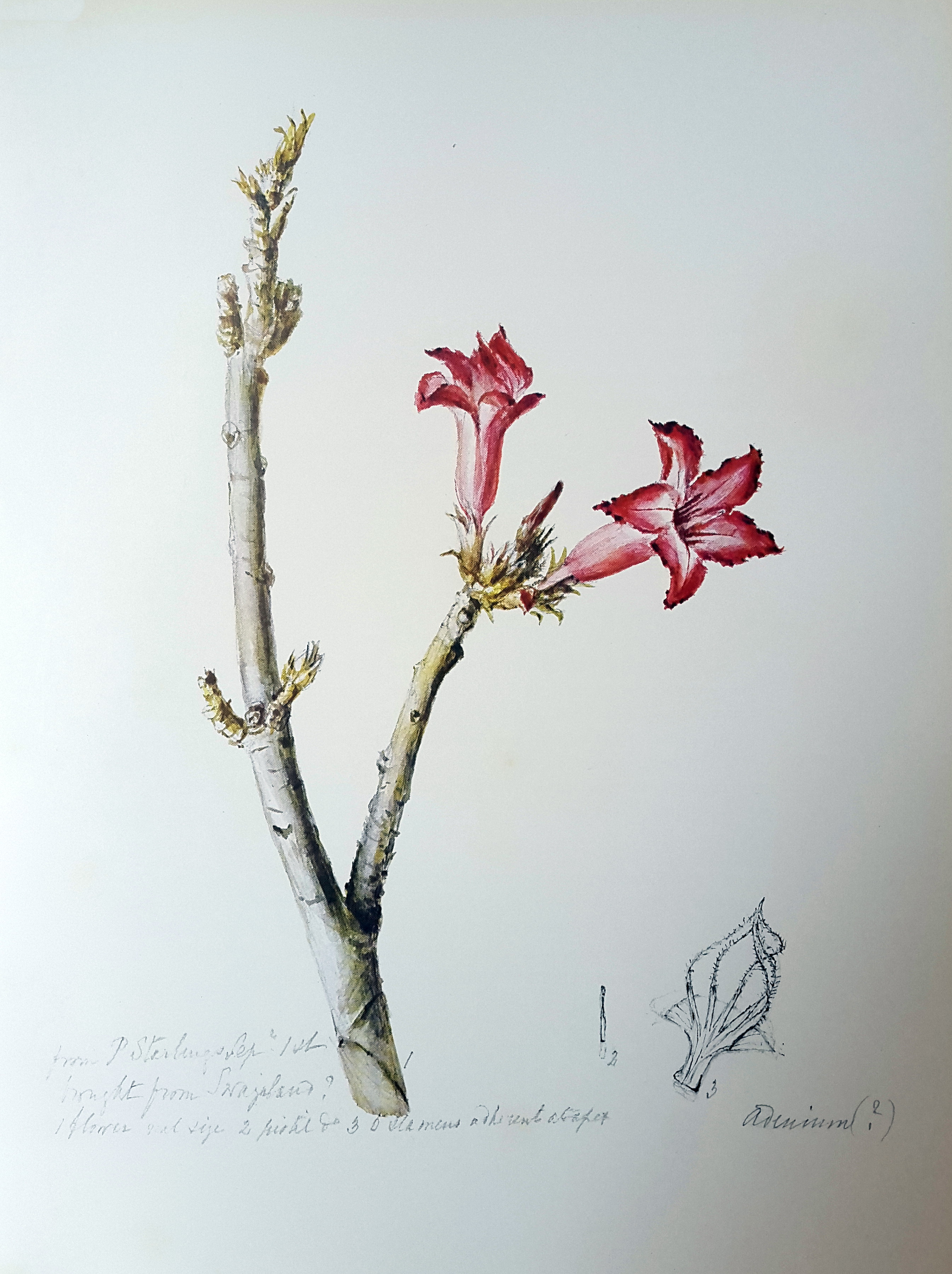
Adenium obesum
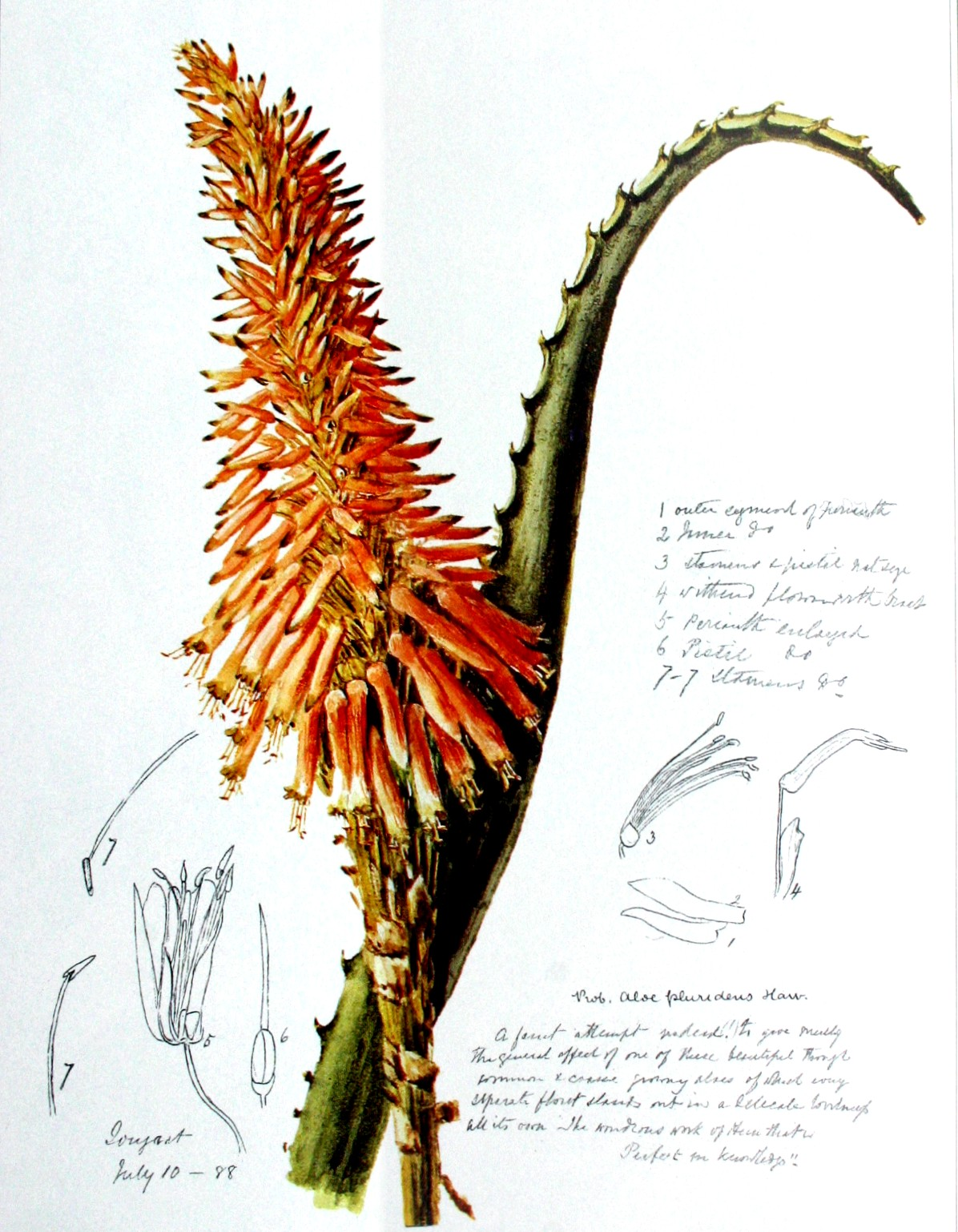
Aloe arborescens
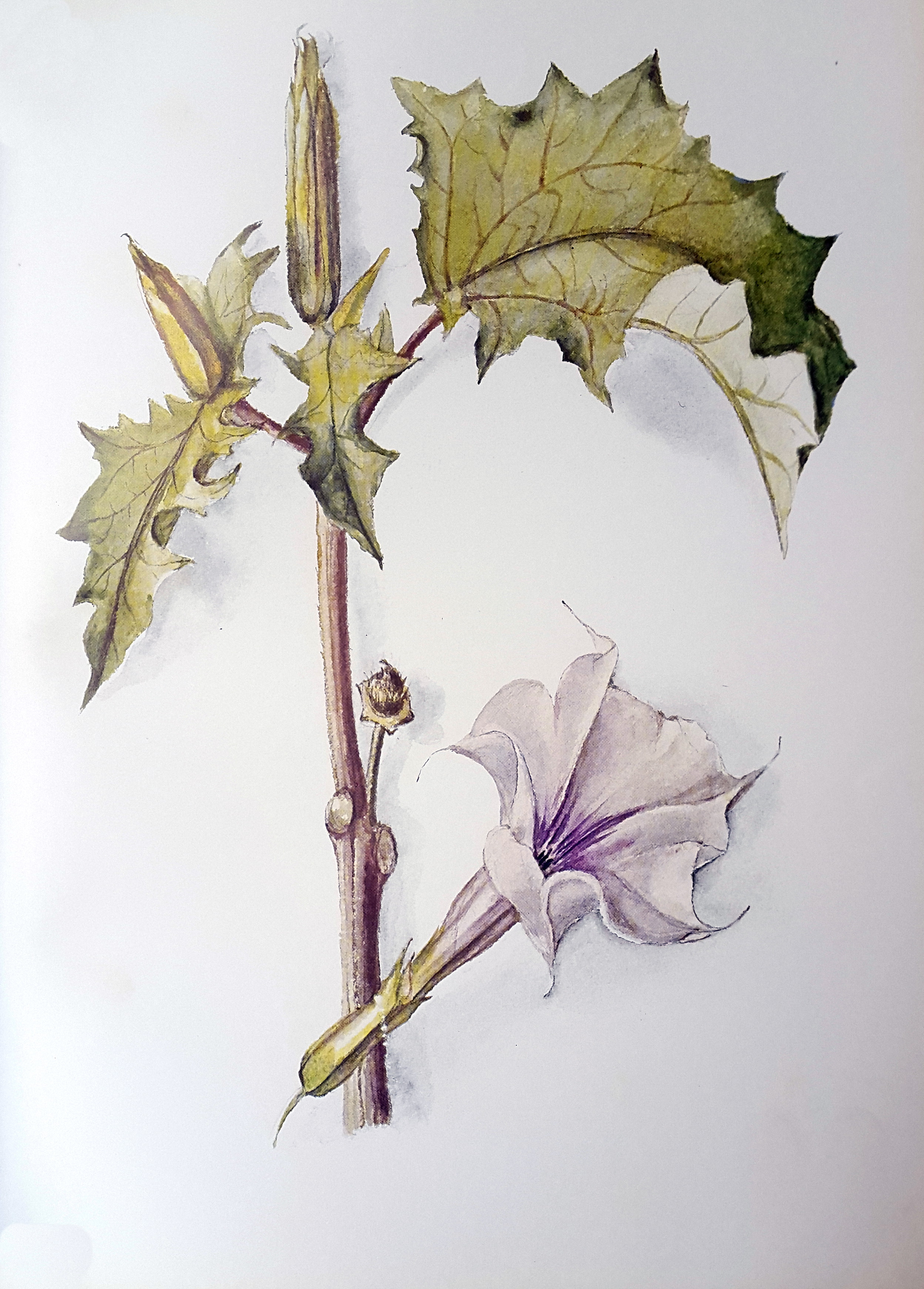
Datura stramonium
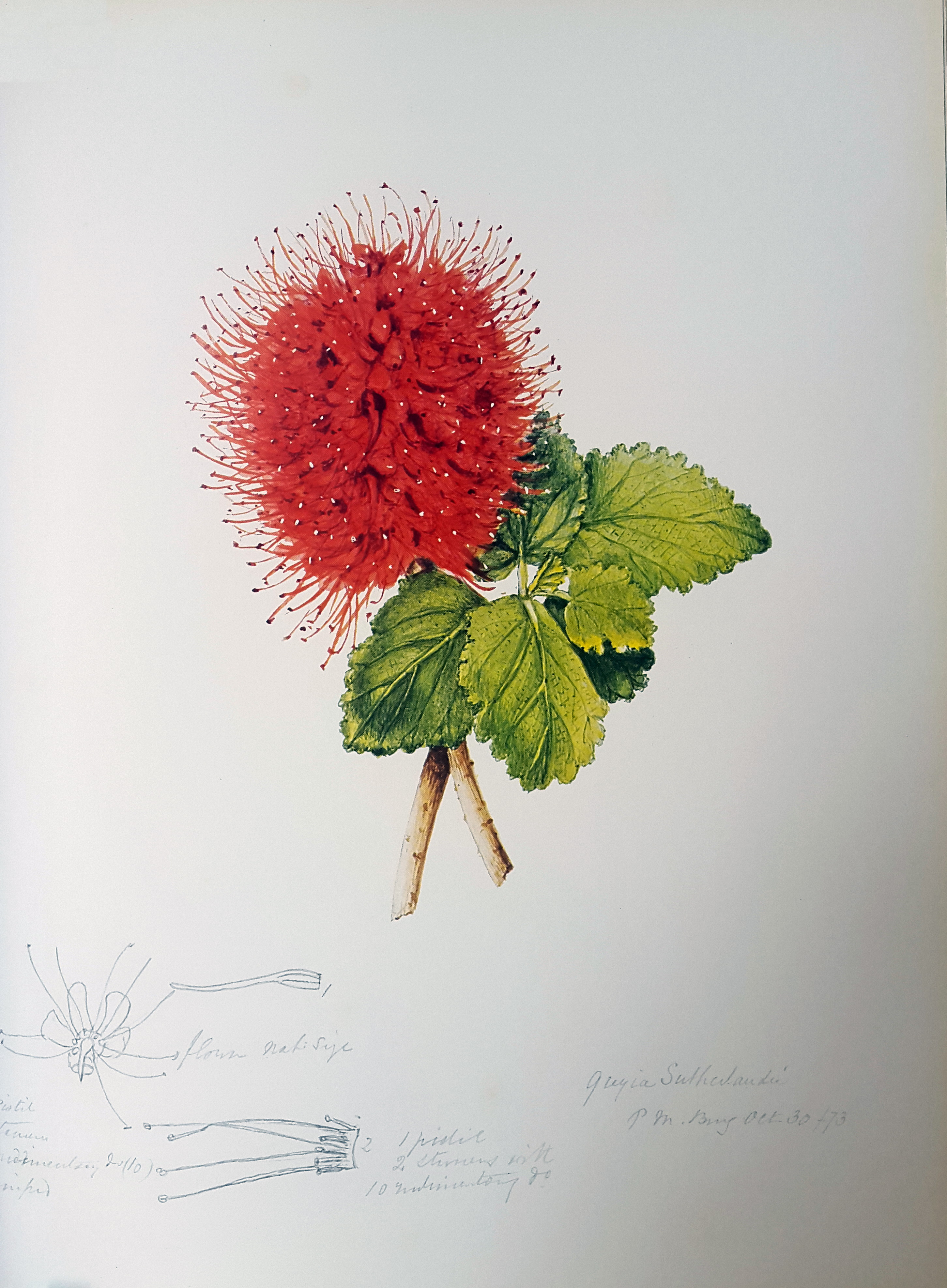
Greyia sutherlandii
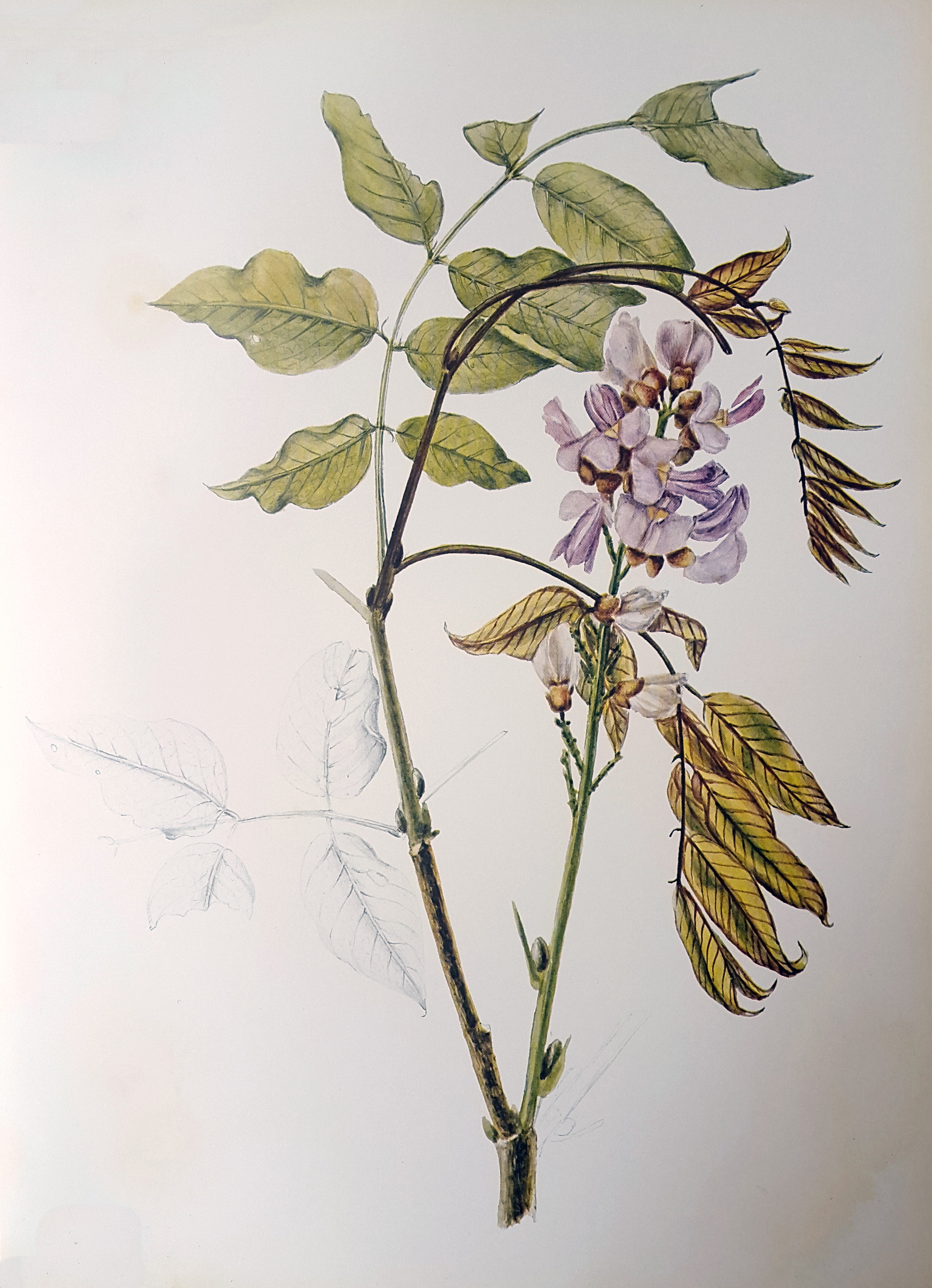
Millettia grandis
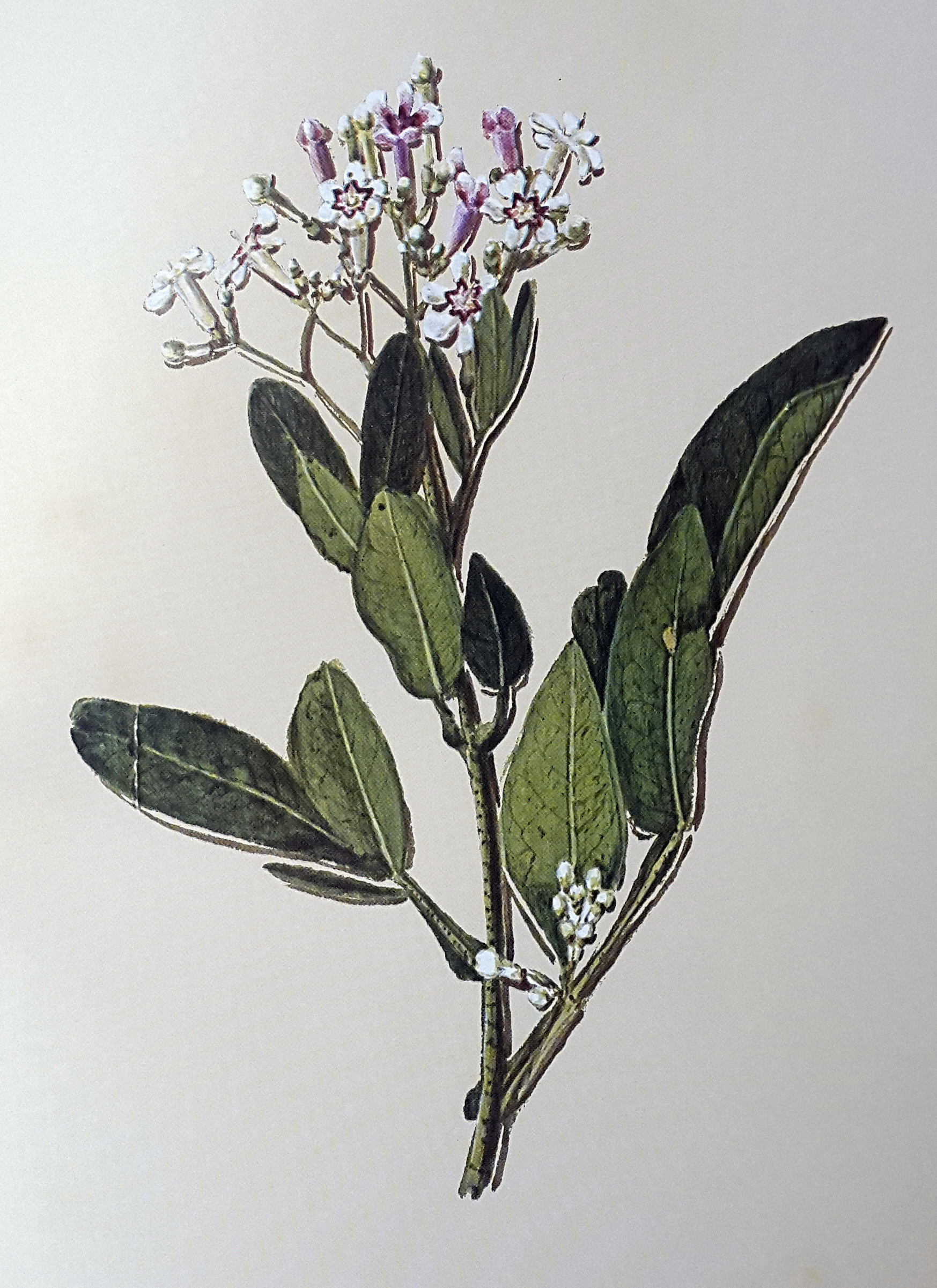
Schrebera alata